# Свобода личности

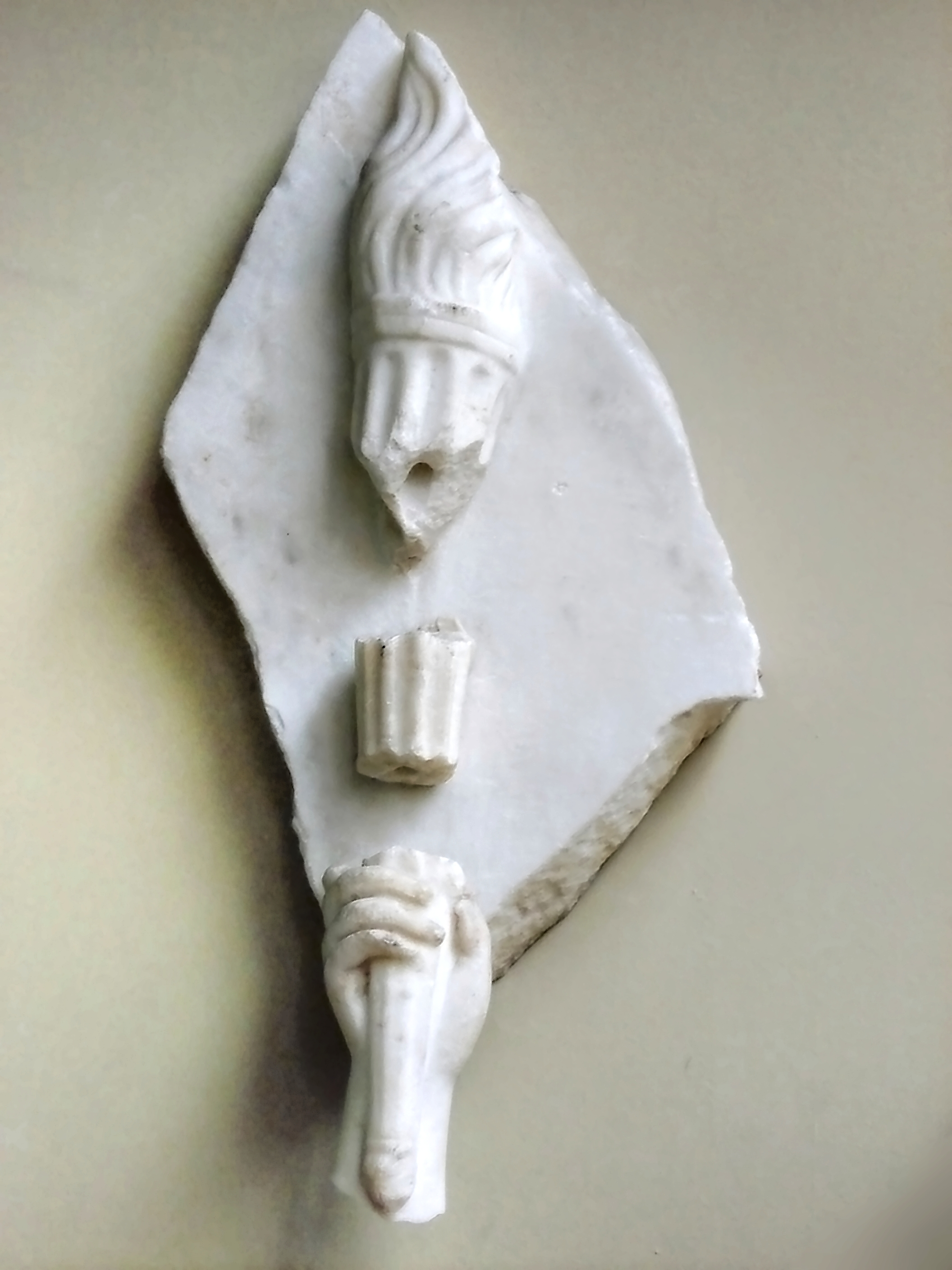
Сломанная свобода: рельеф, находящийся в Стамбульском археологическом музее

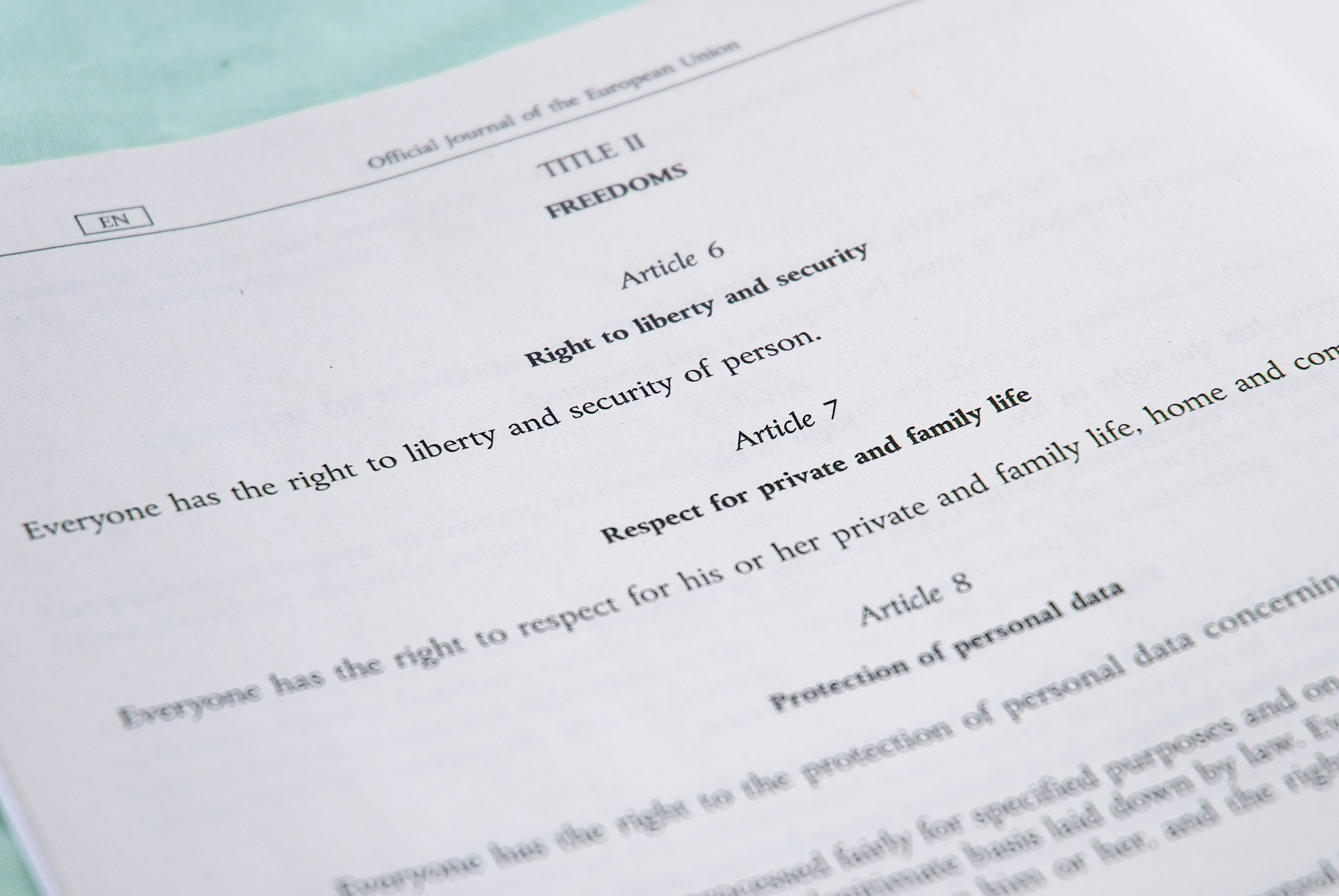
Статья 6 гражданских прав Европейского Союза

Свобо́да ли́чности (лат. Liberum arbitrium, также гражда́нская свобо́да) — это конституционно-правовая категория, гражданские права, возможность выбора гражданами государства и страны, образа жизни, деятельности и тому подобное. 
Степень свободы личности отличается в разных государства и странах. Также гражда́нские свобо́ды — это отрицательные и положительные полномочия физических лиц, как индивидуальные, так и коллективные. Свободы выражают независимость индивида от власти государства и страны в определённых действиях и определяют границы государственного вмешательства в сферу личности.
К свободе личности относятся те права и свободы, которые действуют на граждан государства, страны или другого гражданского общества, одной категории людей (часто эти права являются основными). Эта категория отличается от прав человека, законы которых в демократических государствах относятся ко всем людям, включая иностранцев.
Свобода личности включает: свободу совести, свободу вероисповедания, свободу СМИ, свободу слова и может включать: право на неприкосновенность частной жизни, право на равенство перед законом, право на судебную защиту и право на жизнь.

## История
Первым документом, в которой упоминалась свобода личности, была английская Великая хартия вольностей, написанная в 1215 году. Её материал был основан на более ранних документах и манускриптах, например, Хартии вольностей (XII век). Также первыми были документы French Droits civiques и Bürgerrechte, законы в которых действовали только на тех, кто имел недвижимое имущество в городе, платил налоги и способствовал защите города. Городское или внутригосударственное право уже давно является основой для получения гражданства в государстве, как это происходит сегодня, например, в Швейцарии.
В США и в европейских странах в XIX веке, гражданские свободы были утверждены только для белых и мужчин.
Исторически, свободы преимущественно принадлежат к первому поколению прав человека (XVII—XVIII в.в.).
Сейчас в гражданских свободах накладываются ограничения на вмешательство государства в частную жизнь граждан. Историческое развитие концепции гражданских свобод уделяло особое внимание и заботу порядку и свободному доступу граждан к процессу принятия решений в обществе, большому участию людей в жизни общества и устранению политических и правовых препятствий.

## Законы
Современные декларации и конвенции о свободе личности в основном сосредоточены на:
- Распространении гражданской свободы на права «второго поколения» (в частности социальные права) и права «третьего поколения» (такие как культурные права, права меньшинств) и т. д.
- Расширении понятия «гражданин» или хотя бы облегчении получения гражданства (что является особенно актуальной проблемой ввиду большой иммиграции).

## Философия
Латинский термин liberum arbitrium чаще всего относится к области права. Также «свобода личности» — это понятие из области философии, означает сущность человека и его существование, по латински libre arbiter. Иммануил Кант часто избирал эту тему для своих лекций.

### Древняя Греция
Представители орфизма, одного из самых ранних направлений философской древнегреческой мысли, считали, что человек, а вместе с ним и его личность, не может быть свободен в своём изначальном состоянии. Он представляет собой наполовину земное, наполовину божественное существо, и этот дуализм не может дать ему освободиться. Высвободить личность можно, с точки зрения орфиков, только посредством соединения с богом, — в данном случае с Вакхом, они поклонялись ему, — отрекаясь от своей земной сущности, тела, ведя аскетичную жизнь. Позднее такую теорию освобождения путём отречения от земной жизни, её мотивы, можно найти и у Платона, и у христиан, и во многих других философских течениях.
Во многих учениях древних греков встречаются косвенные, иногда метафоричные упоминания о вечно существующей справедливости, которая выступает как некий закон Вселенной. Например, согласно знаменитому отрывку Анаксимандра, абсолютно всё сущее в мире выходит и возвращается в то состояние, из которого оно возникло и это происходит именно из-за некой абстрактной необходимости. По ней же, абсолютно каждая вещь получает своё наказание и возмездие в установленный срок. Вся эта система мироздания существует вне богов, над ними, и они в том числе подчиняются этому общемировому закону. Исходя из этого можно сказать, что ни одно существо в мире не обладает свободой. И ни человек, ни бог также не обладают свободой личностной, ведь им всё воздастся по необходимости, ею они и ограничены.
По отрывкам Пифагора, в которых он описывает идеальное общественное устройство, тоже можно говорить о том, что он считал личность человека невозможной. В его понимании, общество должно жить единым коллективом, в полном равенство женщин с мужчинами, все должны вести единый образ жизни и подчиняться коллективным правилам поведения и законам. Поэтому здесь тоже нельзя говорить о свободе личности.

## Технология
По мнению специалистов, потенциальную опасность для свободы личности представляет развитие технологии искусственного интеллекта и распознавания лиц.